# Aeroportul Faya-Largeau
Aeroportul Faya-Largeau (IATA: FYT, ICAO: FTTY) este un aeroport din Ciad ce deservește zona Faya-Largeau. A fost numit după zona deservită.
Situat la o altitudine de 235 m, aeroportul dispune de o singură pistă.